# Torneo de Colonia 2020 II
El Bett1HULKS Championship 2020 fue un torneo de tenis perteneciente al ATP Tour 2020 en la categoría ATP World Tour 250. El torneo tuvo lugar en la ciudad de Colonia, (Alemania) desde el 19 hasta el 25 de octubre de 2020 sobre pistas duras. Se organizó principalmente debido a la cancelación de muchos torneos durante la temporada 2020, debido a la pandemia de COVID-19.

## Distribución de puntos
| Modalidad            | Campeón | Finalista | Semifinales | Cuartos de final | 2ª ronda | 1ª ronda | Clasificados | 2ª ronda de clasificación | 1ª ronda de clasificación |
| Individual masculino | 250     | 165       | 100         | 50               | 25       | 0        | 13           | 7                         | 0                         |
| Dobles masculino     | 250     | 150       | 90          | 45               | 20       | 0        | -            | -                         | -                         |

## Cabezas de serie

### Individuales masculino
| Tenista               | Ranking | Preclasificado |
| Alexander Zverev      | 7       | 1              |
| Diego Schwartzman     | 8       | 2              |
| Denis Shapovalov      | 12      | 3              |
| Roberto Bautista      | 13      | 4              |
| Félix Auger-Aliassime | 22      | 5              |
| Hubert Hurkacz        | 31      | 6              |
| Jan-Lennard Struff    | 32      | 7              |
| Adrian Mannarino      | 39      | 8              |
| Marin Čilić           | 40      | 9              |

- Ranking del 12 de octubre de 2020.[2]

### Dobles masculino
| Tenista                              | Ranking | Preclasificados |
| Łukasz Kubot Marcelo Melo            | 24      | 1               |
| Oliver Marach Mate Pavić             | 32      | 2               |
| Kevin Krawietz Andreas Mies          | 37      | 3               |
| Jürgen Melzer Édouard Roger-Vasselin | 55      | 4               |

## Campeones

### Individual masculino
Alexander Zverev venció a  Diego Schwartzman por 6-2, 6-1

### Dobles masculino
Raven Klaasen /  Ben McLachlan vencieron a  Kevin Krawietz /  Andreas Mies por 6-2, 6-4